# Fille de paysan
Pour plus de détails, voir Fiche technique et Distribution.
Fille de paysan est un téléfilm franco-belge réalisé en 2022 par Julie Manoukian d'après un scénario de Monica Rattazzi et diffusé pour la première fois en France sur France 2 le 1er mars 2023.
Cette fiction est une production de Mintee Studio, France Télévisions, Be-FILMS et la RTBF (télévision belge), réalisée avec la participation de TV5 Monde et le soutien du département de la Charente.
Le téléfilm a valu le prix de la meilleure interprétation féminine à Carole Bianic au Festival TV de Luchon 2023,,,.

## Synopsis
La famille Pécourneau gère courageusement sa ferme dans le Lot-et-Garonne. Mais, un soir, une voisine vient demander s'ils peuvent « la dépanner d'un poulet » : Joël abat un de ses propres poulets pour aider sa voisine et a la très désagréable surprise, quelque temps après, de voir débarquer un contrôleur préfectoral qui leur inflige une amende de 7.000 euros pour vente illégale de poulet. La seule solution pour échapper à cette lourde amende, c'est que les Pécourneau s'installent comme éleveurs de volaille.
Joël et Murielle Pécourneau s'endettent jusqu'au cou pour construire un hangar pour élever des poulets mais, lorsque le hangar est terminé, l'inspecteur débarque avec une nouvelle norme européenne qui vient de lui parvenir : à peine construite, l'installation n'est déjà plus aux normes. Joël craque et commet une tentative de suicide.
Sa fille Émilie décide alors de lancer une cagnotte en ligne sans rien dire à sa mère. Elle contacte un journaliste de la presse régionale puis profite de son voyage scolaire à Paris pour rencontrer une journaliste de France Télévisions : celle-ci se déplace en province pour filmer Émilie, la ferme et le fameux hangar aux poulets.
La cagnotte suscite un élan de solidarité national et recueille d'importantes sommes d'argent qui permettent à la famille Pécourneau de sortir de sa situation critique.

## Fiche technique
- Titre français : Fille de paysan
- Réalisation : Julie Manoukian[1],[6],[4],[7],[8]
- Scénario : Monica Rattazzi[1],[6],[4],[7]
- Musique : Mateï Bratescot[6],[4]
- Décors : Cathy d'Ovidio
- Costumes : Marie Jagou
- Photographie : Christophe Paturange[6],[4]
- Son : Jean Collot[6],[4], Jean-Marc Lentretien
- Montage : Aurélien Dupont[6],[4]
- Production : Jacques Salles et Floriane Cortes[1],[4]
- Sociétés de production : Mintee Studio (Asacha Media Group)[1],[6],[4],[7]
- Pays de production :  France /  Belgique
- Langue originale : français
- Format : couleur
- Genre : Drame
- Durée : 90 minutes[1],[6],[7]
- Dates de première diffusion : 
  - France : 1er mars 2023 sur France 2[7],[9]

## Distribution
- Carole Bianic : Murielle Pécourneau
- Thierry Godard : Joël Pécourneau
- Justine Lacroix : Émilie Pécourneau
- Astrid Bedu : Lolo Pécourneau
- Christian Sinniger : Jean-Claude Pécourneau, le père de Joël
- Hubert Myon : le contrôleur Emmanuel Pinot
- Renaud Cestre : Jérémie
- Pierre Gomme : Anatole, le copain de classe d'Émilie
- Quentin Gouverneur : Tomy, l'internaute parisien
- Mathilde Wambergue : Mme Marques

## Production

### Genèse et développement
Le film est inspiré de l'histoire vraie des Pecourneau, une famille d'agriculteurs, qui a ému la France entière en 2019.
Le scénario est de la main de Monica Rattazzi, la réalisation est assurée par Julie Manoukian et la production est assurée par Jacques Salles et Floriane Cortes pour Mintee Studio.
Dans la note de production, les producteurs expliquent : « L'idée de Fille de paysan trouve naissance dans l'histoire vraie des Pécourneau, famille d'agriculteurs du Lot-et-Garonne, qui s'est retrouvée dans une précarité extrême en début d'année 2019. Leur fille, Émilie, décide alors de lancer une cagnotte en ligne sans rien dire à ses parents, intitulée « Aider une famille au bord de la rue ». L'initiative, bientôt relayée massivement sur Internet et dans les médias, suscite un élan de solidarité national, qui permet à la famille Pécourneau de sortir d'une situation critique. Nous avons eu l'opportunité de rencontrer les Pécourneau chez eux et d'échanger avec Émilie, moment fondateur dans notre envie et notre conviction à porter ce projet. En accord avec eux, le texte prend des libertés avec l'histoire vraie, cependant, la majorité des événements et des protagonistes de ce film sont bien réels. Au sein de Mintee Studio, nous sommes convaincus que la fiction a tout intérêt à s'inspirer de la force du vécu. C'est pourquoi nous avons été puissamment interpellés par l'histoire de la famille Pécourneau ».

### Tournage
Le tournage se déroule du 8 novembre au 6 décembre 2021 à Angoulême et dans sa région.

## Accueil

### Diffusions et audience
En France, le téléfilm, diffusé le 1er mars 2023 sur France 2, se place largement en tête des audiences avec 3,81 millions de téléspectateurs, soit 18,5 % de part de marché, surclassant Top Chef et le final de la série L'Abîme avec Sara Mortensen et Gil Alma.

### Distinction
- Festival TV de Luchon 2023 : prix de la meilleure interprétation féminine pour Carole Bianic[2],[3],[4],[5],[10]